# ليوناردو بارسيا مونيرو
ليوناردو بارسيا مونيرو (بالإسبانية: Leandro Barcia)‏ (8 أكتوبر 1992 في الأوروغواي - ) هو لاعب كرة قدم أوروغواني في مركز الهجوم. لعب مع أتلتيكو مينييرو.

## روابط خارجية
- ليوناردو بارسيا مونيرو على موقع قاعدة بيانات كرة القدم.إي يو (الإنجليزية)
- ليوناردو بارسيا مونيرو على موقع Soccerway.com (الإنجليزية)
- ليوناردو بارسيا مونيرو على موقع AS.com (الإسبانية)